# Парасолевий фонд
Парасолевий фонд — збірна схема інвестиційного фонду, що існує як окрема законна сутність, проте має декілька виокремлених підфондів, які діють як окремі інвестиційні фонди.
Цей тип домовленості походить з європейської індустрії інвестиційного управління, найбільше з SICAV (безстрокові збірні інвестиції). Модель SICAV було скопійовано для моделей офшорних фондів.

## Переваги
Структура парасолевого фонду здешевлює для інвесторів перехід від одного підфонду до іншого та зменшує витрати, що стосуються регуляторних повторень. Парасолевий фонд також може бути схемою забезпечення виходу на пенсію, смерті та інших виплат членів наймача. В парасолевому фонді беруть участь кілька наймачів, які користуються приблизно одними й тими ж перевагами, при цьому фондом керують професійні довірені особи. Вони заощаджують на утриманні та управлінні та інколи користають з пільгових податків. Парасолевий фонд є доречним для наймачів, які є занадто малими для отримання аналогічного розміру переваг від автономних фондів.